# 秘密のミラクル・マジシャン
『秘密のミラクル・マジシャン』（原題：Now You See It...）は、ディズニー・チャンネルで放送されたディズニー・チャンネルオリジナル・ムービー。

## 放送日
- アメリカ：2005年1月14日
- 日本：2006年5月22日

## あらすじ
ティーンが制作に参加するコンテスト形式のマジック番組のプロデューサーに選ばれたアリソン。アリソンは、ポールとカメラマンのセドリックと3人で、10人のオーディションを行い、決勝進出者を決めることになる。
しかし、9人のマジックは失敗ばかり。最後のダニーも鳩を出すマジックを失敗。諦めて帰ろうとした3人の車の中から鳩が現れ、ダニーが決勝に進む。
決勝は「マジックの館」で1週間かけて行われる。アリソンはダニーと仲良くなろうと試みるが、どこか謎めいていて心を開こうとしないダニーとの関係は悪化してしまう。だが、アリソンの才能を認め、ダニーはアリソンに心を開く。
そして、本番が始まるがダニーが何かを考えると、ロデオ・マシーンが現れて台無しになってしまう。途方にくれたダニーはアリソンに自分が魔術師であることを告白する。そして、その魔術は自分では制御できないものであった。

## キャラクター
アリソン・ミラー
演:アリソン・ミシェルカ／吹き替え浅野真澄
謎解きが得意で、一風変わったことから本当の友達がいない女の子。しかしダニーに逢ってから少しずつ変わっていく。
ダニー・シンクレア
演:ジョニー・パーカー／吹き替え日野聡
魔法が使える男の子。しかし、その力を自分で抑えられないことから事件をまきおこし、周りの人に迷惑がられてしまっている。
マックス
演：フランク・ランジェラ／吹き替え:佐々木勝彦
「マジックの館」を作り出したマジシャンの弟子。ダニーの持つ魔法の力に気づく。

## 内容データ
- 監督：デュウェイン・ダンハム
- 脚本：ビル・フリッツ
- 初公開：2005年1月14日

- 主題歌：「Do you believe in magic?」
  - 歌：Aly & AJ